# 如厕训练

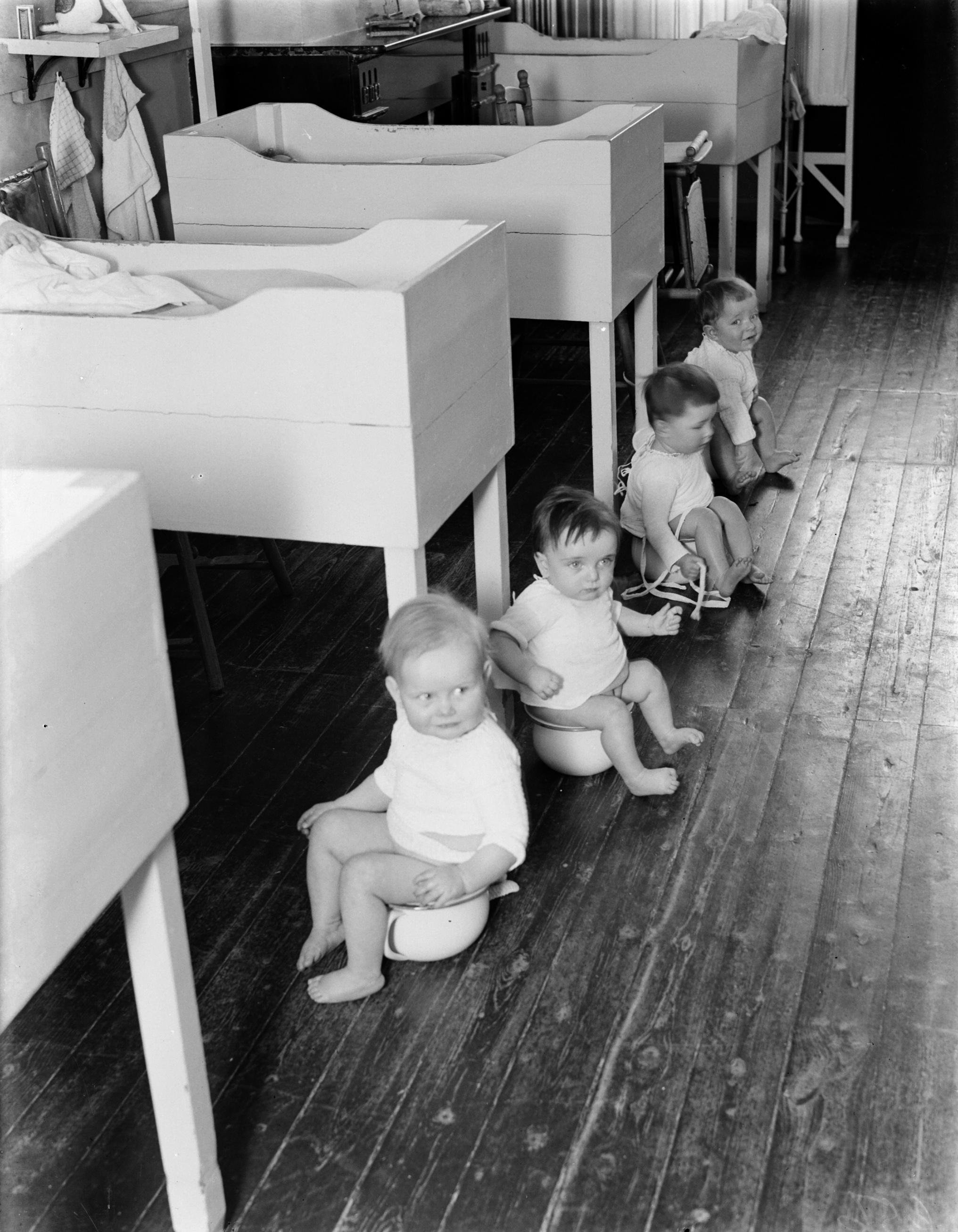
Anette Poelman在阿姆斯特丹创建的托儿所内，儿童在练习使用便器。（1932年）

如厕训练（亦称便器训练或如厕学习）是一项通常针对幼儿或婴儿的训练过程。通过这种训练，儿童得以学会使用厕所来进行大小便。前现代社会中的如厕训练流程至今不得而知，但社会对于如厕训练的态度在近年来变动很大，且不同文化环境对此有着不同的态度。根据人口统计，当代的如厕训练倾向于使用行为学或认知心理学的方法。
训练的方法各有不同。尽管有些训练方式被普遍地认为有效，但多种方法的组合效果研究至今阙如。既能适应不同人群，也能适应不同年龄的通用方法是不存在的。相对地，训练者需要时常调整训练方式以适应其条件。在某些文化环境中，如厕训练从出生后不久便开始了；但在大多数发达国家中，如厕训练往往从18个月到两周岁时才开始，而大多数儿童在四岁时才真正掌握如厕能力。即使如此，很多儿童也会偶尔遭遇如厕失败的意外事件。
某些特定的行为或生理失调状态会影响如厕训练的效果，且会延长训练的时间，增加训练者所需要投入的精力。在特定条件下，如厕训练甚至需要医学专家的专业介入指导。但这种情况极少发生，纵使某些儿童在训练中遇到了这些问题，他们中的绝大多数依然能成功学会如厕。
在训练的过程中，儿童有可能面临滑倒或从厕位上跌落等问题，而如厕训练在某些情况下也会成为虐待儿童的导火索。有鉴于此，与如厕训练相关的技术也被开发出来，既有通用的，也有针对某些情况的专用技术。

## 历史

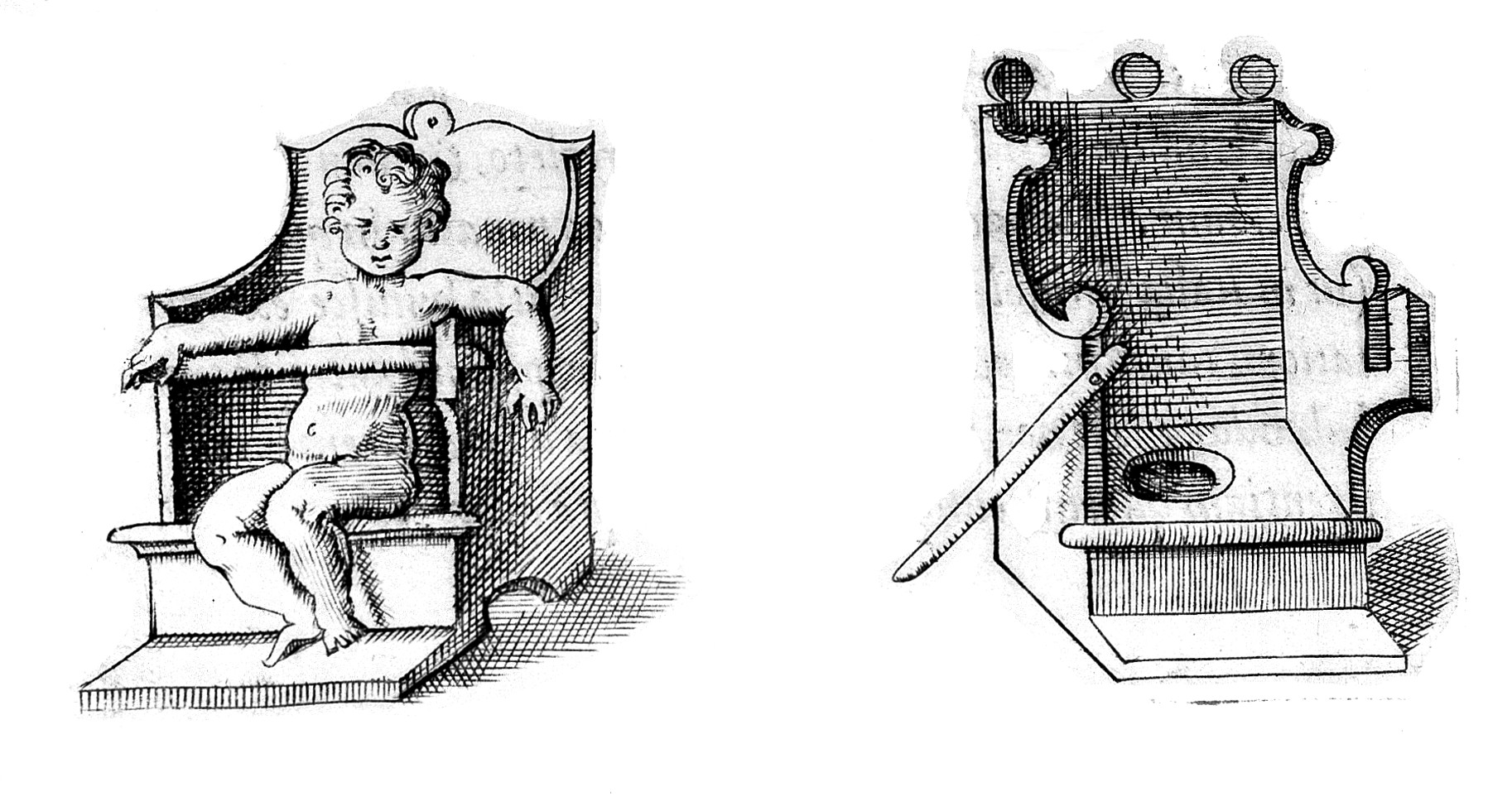
1577年的绘画：一个孩子坐在专用的便器上。

对于前现代社会中的如厕训练方式，我们知之甚少。已知最早的儿童厕所出现于古罗马时代，但这没能揭露出他们是如何实行训练的。此后，在中世纪的欧洲，“尿床的推荐治疗方法：食用刺猬或山羊角粉，并把干燥的鸡冠撒在床上”。
现如今，与如厕训练相关的文化因素和实践方式则已经大有不同。例如婴儿曾经只能以一片树叶或一块亚麻布遮羞，但到了18世纪后期，需要手洗的尿布已经开始使用。随着机械洗衣机的发明，以及20世纪中叶一次性尿布的普及，对于父母而言，照顾那些未经如厕训练的幼儿，不再是一个资源和时间的显著负担，但同时，及时进行如厕训练的意识也减弱了。但这一趋势并未在全世界同步出现，因为较贫困国家的人仍然面临着巨大的经济压力，使得一次性尿布等物资成为了显著的负担，反倒使他们更加希望能够尽早完成如厕训练。而发达国家中的贫困家庭，也倾向于比较富裕的同龄人更早接受训练。
在20世纪，如厕训练的理论大部分来自于精神分析，强调无意识的影响，以及如厕训练方式在成年后的潜在心理影响的警示。例如，人类学家杰弗里·戈勒（Geoffrey Gorer）在20世纪40年代曾经将当代日本社会的很多现象归因于其如厕训练方式，他写道：“过早的、严格的如厕训练，是塑造日本成年人性格的最重要的单一影响因素。”而1970年代的一些德国育儿理论家，则将纳粹主义、大屠杀和惩罚性的如厕训练所产生的专职、残暴的个性联系在一起。
但在20世纪晚期，以上理论在很大程度上被抛弃了，代之以行为主义，强调通过奖励、强化来增加某些行为的频率；以及认知心理学，强调意义、认知能力和个人价值观。一些作者，如心理学家和儿科医生阿诺德·格塞尔（Arnold Gesell），儿科医生本杰明·斯波克（Benjamin Spock）等，在将如厕训练问题重新界定为生物学和儿童准备的问题方面颇有影响。